# Torre del Picacho

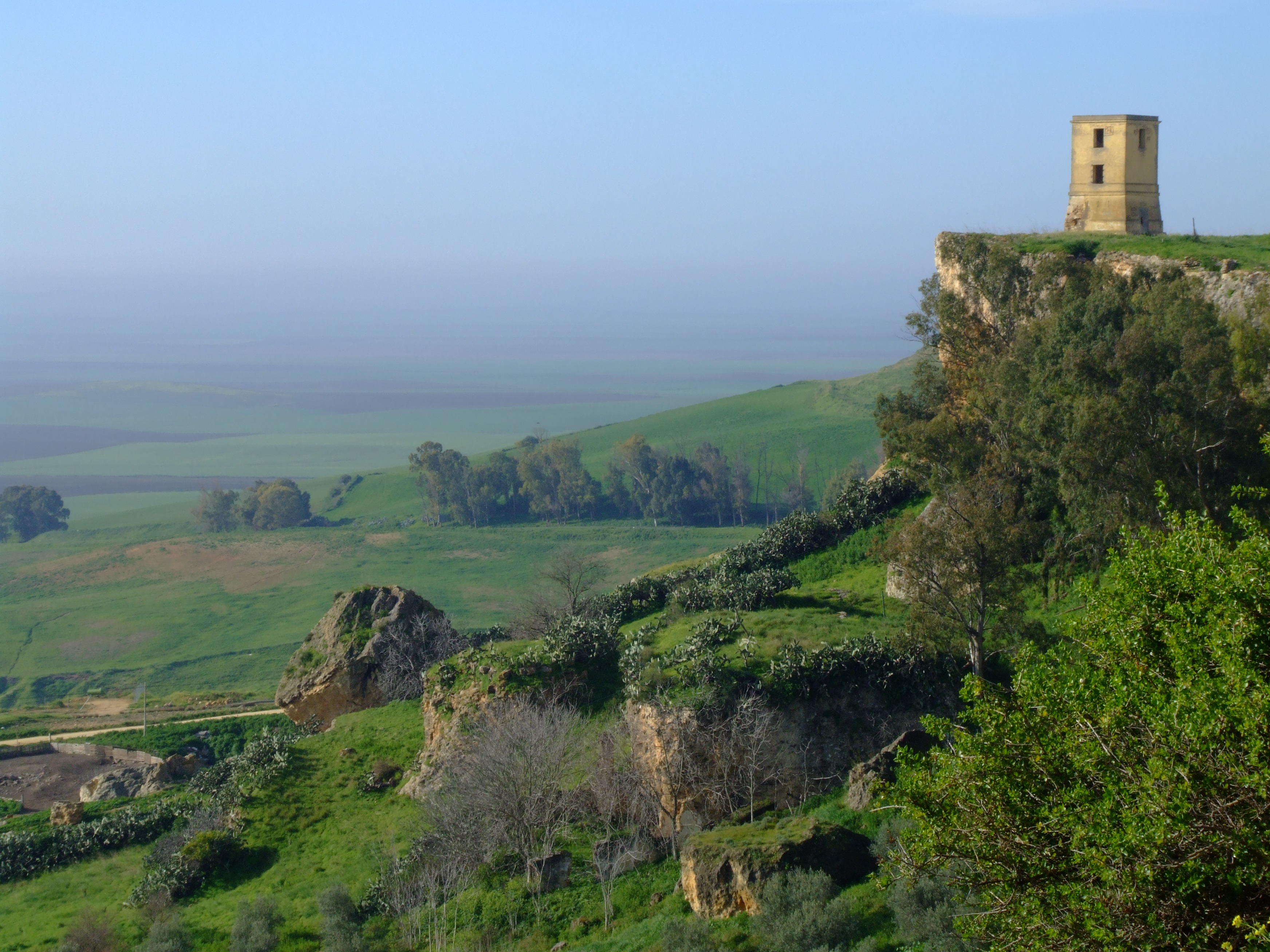
Torre del Picacho

Der Torre del Picacho ist ein historischer Kommunikationsturm, der in der Mitte des 19. Jahrhunderts zum Netzwerk der optischen Telegraphie in Andalusien, Spanien, gehörte.
Der optische Telegrafenturm mit der Nummer 45 in der südwestspanischen Gemeinde Carmona verband Madrid, Toledo, Ciudad Real, Córdoba, Sevilla und Cádiz. Die Línea de Andalucía wurde vom Brigadier (Ingeniero militar español) José María Mathé Aragua (1800–1875) konzipiert und in den Jahren 1851 bis 1857 betrieben.
1990 wurde der Turm von der Telefongesellschaft Telefónica restauriert und dient heute als Aussichtsturm.